# Aniquilamento
Em física de partículas, aniquilamento é o processo que ocorre quando uma partícula subatômica colide com sua respectiva antipartícula. Uma vez que a energia e o momento devem ser conservados, as partículas envolvidas se convertem em novas partículas.
Antipartículas tem exatamente o oposto de números de aditivos do quantum das partículas, assim que as somas de todos os números do quantum do par original são zero. Depois, ajustada as partículas podem ser produzidas cujos números totais do quantum são também zero de modo que por muito tempo com a conservação de energia e a conservação do momento são obedecidos.
Durante um aniquilamento de baixa-energia, a produção de fótons é favorecida, desde que estas partículas não tenham nenhuma massa. Entretanto, as colisões de partículas de grande-energia produzem aniquilamentos onde uma grande variedade de partículas pesadas exóticas são criadas.